# Tapijtkameleon
De tapijtkameleon (Furcifer lateralis) is een hagedis uit de familie kameleons (Chamaeleonidae).

## Naam en indeling
De wetenschappelijke naam van de soort werd voor het eerst voorgesteld door John Edward Gray in 1831. Oorspronkelijk werd de wetenschappelijke naam Chamaeleo lateralis gebruikt en later werd de hagedis tot het niet meer erkende geslacht Apola  gerekend. Omdat de soort lange tijd Chamaeleo als geslachtsnaam had, wordt deze naam in de literatuur gebruikt.
De soort Furcifer major werd lange tijd als ondersoort gezien van de tapijtkameleon, maar wordt tegenwoordig als een aparte soort beschouwd.

## Uiterlijke kenmerken
De lichaamslengte van deze soort bedraagt ongeveer zestien tot twintig centimeter. De naam tapijtkameleon is te danken aan het feit dat deze soort maar zelden een enkele basiskleur heeft en meestal gevlekt is. Door de lijnen op het lichaam heeft het dier een soort nettekening. De tapijtkameleon kenmerkt zich door een enkele lichtere streep op de flanken, die echter bij bepaalde patronen ook volledig weg kan vallen. Het lichaam heeft geen noemenswaardige aanpassingen; een normale oorkwab, geen hoorns of huidflappen, maar wel een keelzak. Deze heeft echter geen felle kleuren en dient enkel om de kop groter te laten lijken als de kameleon wordt bedreigd of met een soortgenoot vecht in de paartijd. Een donkere lichaamskleur betekent meestal dat de hagedis geïrriteerd is. Vrouwelijke exemplaren zijn in tegenstelling tot veel andere kameleons meestal bonter gekleurd dan de mannetjes.

## Levenswijze
De tapijtkameleon is vrij agressief tegen mensen en soortgenoten. Het voedsel bestaat uit insecten en andere kleine ongewervelden, die met de schietende tong worden gevangen. De tapijtkameleon kan zowel uitstekend klimmen als redelijk goed over de bodem lopen.
De tapijtkameleon staat bekend om het voor een kameleon relatief grote uithoudingsvermogen. Deze soort wordt niet erg oud; meestal een jaar of vier. Bij de voortplanting zet het vrouwtje een aantal keer tussen de 5 en 25 eieren af, na een legsel of zes zit haar taak erop en sterft ze.

## Verspreiding en habitat
Deze soort komt endemisch voor op het Afrikaanse eiland Madagaskar, en alleen in het centraal-oostelijke deel van het eiland. De habitat bestaat uit tropische en subtropische graslanden en savannes. De kameleon kan zich aanpassen aan door de mens aangelegde omgevingen en wordt ook gevonden in tuinen.

### Beschermingsstatus
Door de internationale natuurbeschermingsorganisatie IUCN is de beschermingsstatus 'veilig' toegewezen (Least Concern of LC).